# Transformação espiritual
A transformação espiritual é uma mudança fundamental na vida sagrada ou espiritual de uma pessoa.
Na psicologia, a transformação espiritual é entendida no contexto do sistema de significado de um indivíduo, especialmente em relação aos conceitos da concepção sagrada ou última. Dois dos tratamentos mais completos do conceito em psicologia vêm de Kenneth Pargament e de Raymond Paloutzian. Pargament diz que "no fundo, a transformação espiritual se refere a uma mudança fundamental no lugar do sagrado ou no caráter do sagrado na vida do indivíduo. A transformação espiritual pode ser entendida em termos de novas configurações de esforços" (p. 18). Paloutzian diz que "a transformação espiritual constitui uma mudança no sistema de significado que uma pessoa mantém como base para a autodefinição, a interpretação da vida, propósitos gerais e preocupações finais" (p. 334).

## Pesquisa
O Instituto Metanexus, em Nova Iorque, patrocinou pesquisas científicas sobre transformação espiritual.